# Jesús Yécora
Jesús Yécora Díaz (n. 11 de junio de 1985) es un  futbolista español que juega en la Club Deportivo Anguiano en España como central. 

## Clubes
| Club                        | País   | Año             |
| --------------------------- | ------ | --------------- |
| Sociedad Deportiva Logroñés | España | 2010-2014       |
| Club Deportivo Anguiano     | España | 2014-Actualidad |